# Morte di un amico
Morte di un amico è un film del 1959 diretto da Franco Rossi.

## Trama
Due giovani vivacchiano rubando e sfruttando prostitute.

## La critica
- Questa tragica storia di due ragazzi di vita, ha l'impronta inconfondibile di Pasolini, non solo in   certi episodi e in certe pieghe del racconto, ma nel modo stesso in cui è narrata, sobrio, elementare ma pregnante di significati, tragico. Il ritratto dei due protagonisti è psicologicamente profondo, sbozzato in pochi sapienti tratti che ne individuano la natura complessa e la complessità dei rapporti. La fine sensibilità di Rossi, a contatto con una storia vigorosa, pare si rinforzi, prenda una dimensione maggiore, e il suo film che apparentemente rientra nei suoi minori, possiede una carica drammatica che ritroviamo solo nelle opere di Pasolini... (Gianni Rondolino (Catalogo Bolaffi del cinema italiano 1955/1965)

«in anticipo su "Accattone".» ** 